# EX-359

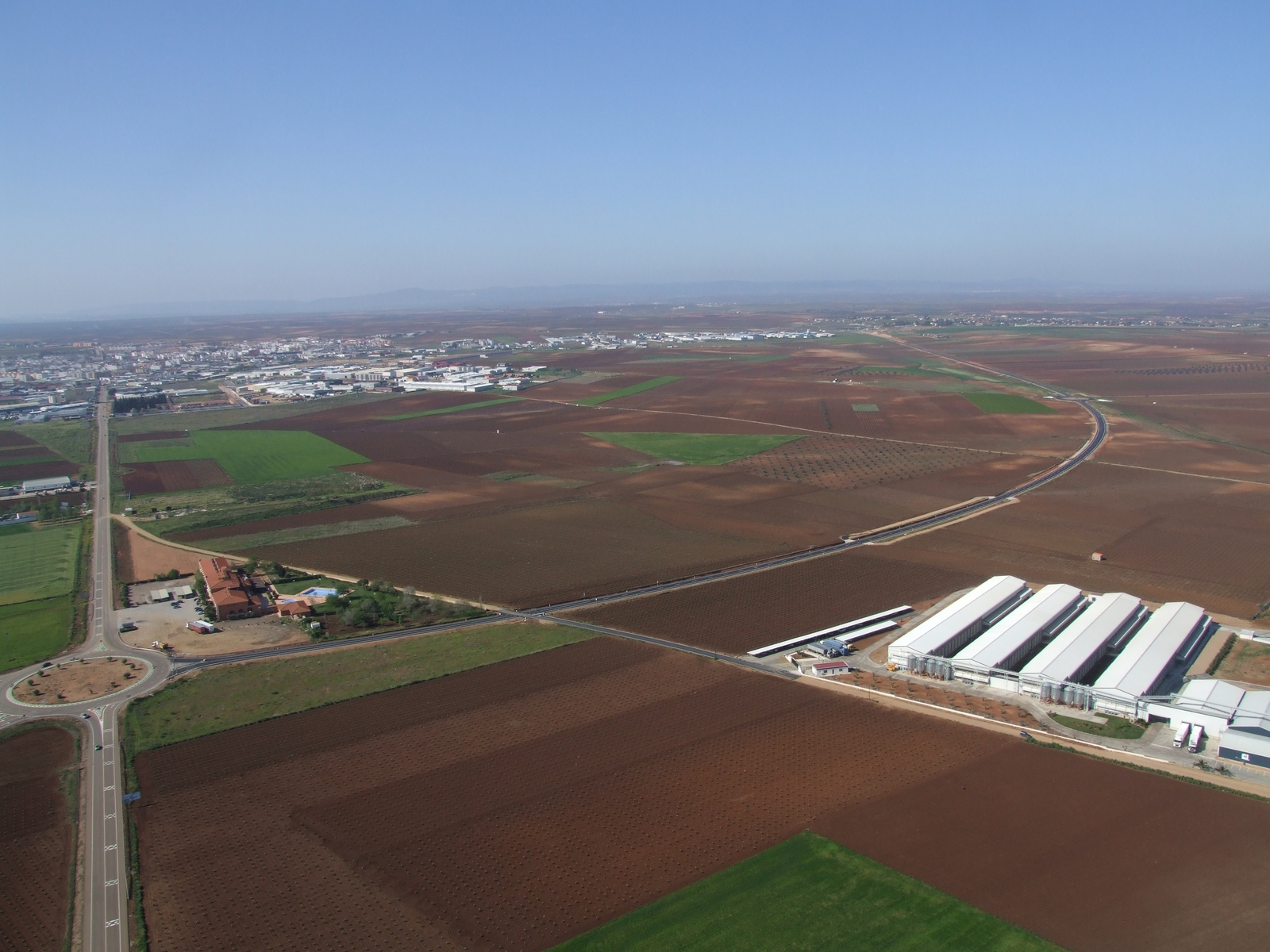
Panorámica de la Circunvalación Oeste de Almendralejo en su tramo norte.

La carretera EX-359 es de titularidad de la Junta de Extremadura. Su categoría es local. Su denominación oficial es   EX-359 , Circunvalación oeste de Almendralejo.

## Historia de la carretera
Es una carretera de nueva construcción de la Junta de Extremadura e incluida en su Catálogo del año 2008.

## Inicio
Su origen está en la glorieta intersección con   N-630  al norte de Almendralejo.

## Final
Su final está en la glorieta intersección con   N-630  al sur de Almendralejo.

## Trazado, localidades y carreteras enlazadas
La longitud de la carretera es de 11.280 m, de los que la totalidad pertenecen a la provincia de Badajoz.

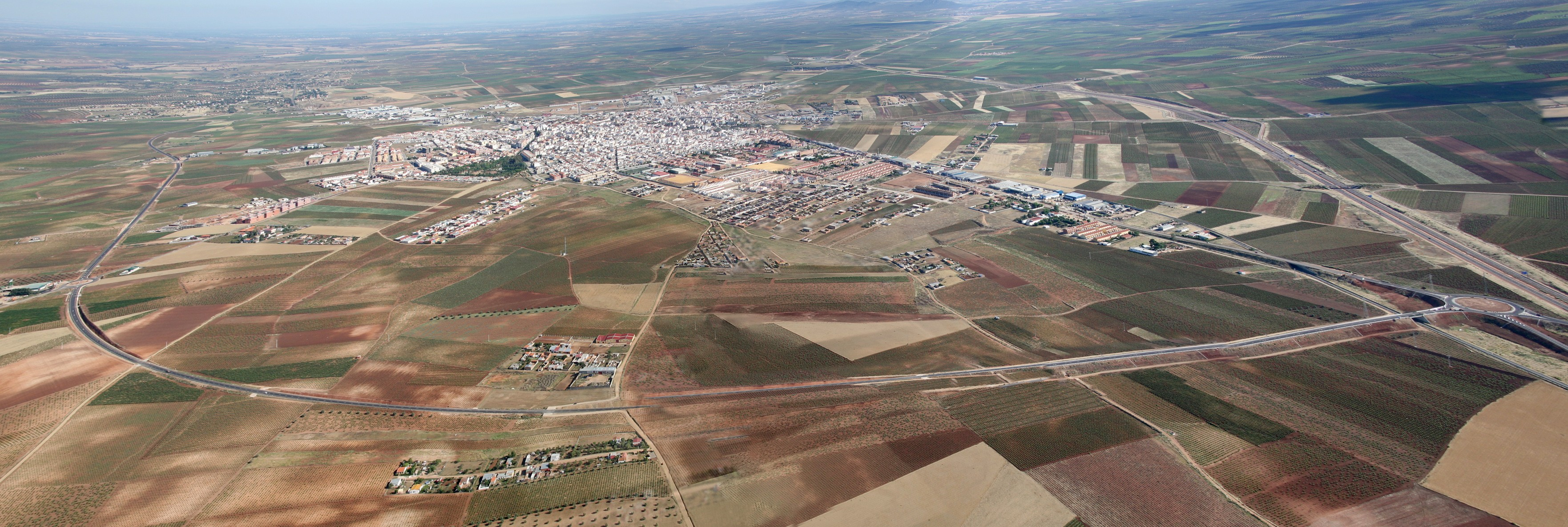
Panorámica de la Circunvalación Oeste de Almendralejo en su tramo sur.

Su desarrollo es el siguiente:
| P. K.  | HITO                                                 |
| ------ | ---------------------------------------------------- |
| 0+000  | Inicio: Glorieta N-630 / A-66 . Almendralejo         |
| 1+530  | Glorieta intersección BA-012 (Arroyo de San Serván)  |
| 4+290  | Glorieta intersección EX-300 (Solana de los Barros). |
| 6+580  | Glorieta intersección EX-105 (Aceuchal)              |
| 8+500  | Glorieta intersección BA-070 (Fuente del Maestre).   |
| 11+200 | Puente sobre el Ferrocarril                          |
| 11+280 | Final: Glorieta N-630 / A-66 . Almendralejo          |